# خربة الشياب (الكسوة)
خربة الشياب قرية سوريّة تتبع إداريّاً لمحافظة ريف دمشق منطقة مركز ريف دمشق ناحية الكسوة، بلغ تعداد سكانها 789 نسمة حسب التعداد السكاني لعام 2004.